# Pacifigorgia lacerata
Pacifigorgia lacerata är en korallart som beskrevs av Breedy och Rafael Guzmán 2003. Pacifigorgia lacerata ingår i släktet Pacifigorgia och familjen Gorgoniidae. Inga underarter finns listade i Catalogue of Life.